# District d'Erode
Le district d'Erode est un district de l'état du Tamil Nadu, dans le sud de l'Inde.

## Géographie
La superficie du district est de  5 760 km2. Au recensement de 2011, il comptait 2 251 744 habitants.
Sa capitale est Erode.